# Esnes
Esnes település Franciaországban, Nord megyében. Lakosainak száma 673 fő (2022. január 1.). Esnes Wambaix, Séranvillers-Forenville, Walincourt-Selvigny, Crèvecœur-sur-l’Escaut, Haucourt-en-Cambrésis és Lesdain községekkel határos.

## Népesség
A település népességének változása:
| Lakosok száma | 667  | 675  | 697  | 679  | 676  | 674  | 673  | 674  | 673  |
|               | 2013 | 2015 | 2016 | 2017 | 2018 | 2019 | 2020 | 2021 | 2022 |